# Emlichheim
Emlichheim község Németországban, Alsó-Szászországban, Bentheim-Grafschaft járásban. Lakosainak száma 7648 fő (2023. december 31.).

## Földrajza
Emlichheim Laar és Wilsum községekkel határos.